# Államok vezetőinek listája 1872-ben
Ezen az oldalon az 1872-ben fennálló államok vezetőinek névsora olvasható földrészek, majd országok szerinti bontásban.

## Európa
- Andorra (parlamentáris társhercegség)
  - Társhercegek
    - Francia társherceg –
      1. Adolphe Thiers (1871–1873), lista

    - Episzkopális társherceg – Josep Caixal i Estradé (1853–1879), lista
- Belgium (monarchia)
  - Uralkodó – II. Lipót király (1865–1909)
  - Kormányfő – Jules Malou (1871–1878), lista
- Dánia (monarchia)
  - Uralkodó – IX. Keresztély király (1863–1906)
  - Kormányfő – Ludvig Holstein-Holsteinborg (1870–1874), lista
- Egyesült Királyság (parlamentáris monarchia)
  - Uralkodó – Viktória Nagy-Britannia királynője (1837–1901)
  - Kormányfő – William Gladstone (1868–1874), lista
- Franciaország (köztársaság)
  - Államfő – Adolphe Thiers (1871–1873), lista
  - Kormányfő – Jules Dufaure (1871–1873), lista
- Görögország (monarchia)
  - Uralkodó – I. György király (1863–1913)
  - Kormányfő –
    1. Thraszivúlosz Zaimisz (1871–1872)
    2. Dimítriosz Vúlgarisz (1872)
    3. Epameinóndasz Delijórgisz (1872–1874), lista
- Hollandia (monarchia)
  - Uralkodó – III. Vilmos király (1849–1890)
  - Kormányfő –
    1. Johan Rudolph Thorbecke (1871–1872)
    2. Gerrit de Vries (1872–1874), lista
- Liechtenstein (parlamentáris monarchia)
  - Uralkodó – II. János herceg (1859–1929)
- Luxemburg (monarchia)
  - Uralkodó – III. Vilmos nagyherceg (1849–1890)
  - Kormányfő – Lambert Joseph Servais (1867–1875), lista
- Monaco (monarchia)
  - Uralkodó – III. Károly herceg (1856–1989)
- Montenegró (monarchia)
  - Uralkodó – I. Miklós király (1860–1918)
- Német Birodalom (monarchia)
  - Uralkodó – I. Vilmos császár (1871–1888)
  - Kancellár – Otto von Bismarck (1871–1890), lista
- Olasz Királyság (monarchia)
  - Uralkodó – II. Viktor Emánuel király (1861–1878)
  - Kormányfő – Giovanni Lanza (1869–1873), lista
- Orosz Birodalom (monarchia)
  - Uralkodó – II. Sándor cár (1855–1881)
- Osztrák–Magyar Monarchia (monarchia)
  - Uralkodó – I. Ferenc József király (1848–1916)
  - Kormányfő –
    - Osztrák Császárság – Adolf von Auersperg (1871–1879), lista
    - Magyar Királyság –
      1. Lónyay Menyhért (1871–1872)
      2. Szlávy József (1872–1874), lista
- Pápai állam (abszolút monarchia)
  - Uralkodó – IX. Piusz pápa (1846–1878)
- Portugália (monarchia)
  - Uralkodó – I. Népszerű Lajos király (1861–1889)
  - Kormányfő – Fontes Pereira de Melo (1871–1877), lista
- Román Királyság (monarchia)
  - Uralkodó – I. Károly király (1866–1914)
  - Kormányfő – Lascăr Catargiu (1871–1876), lista
- San Marino (köztársaság)
  - San Marino régenskapitányai
- Spanyolország (monarchia)
  - Uralkodó – I. Amadé király (1870–1873)
  - Kormányfő – 
    1. Práxedes Mateo Sagasta (1871–1872)
    2. Manuel Ruiz Zorrilla (1872–1873), lista
- Svájc (konföderáció)
  - Szövetségi Tanács:[1]
  - Wilhelm Matthias Naeff (1848–1875), Melchior Josef Martin Knüsel (1855–1875), Karl Schenk (1863–1895), Emil Welti (1866–1891), elnök, Paul Cérésole (1870–1875), Johann Jakob Scherer (1872–1878), Eugène Borel (1872–1875)
- Svédország (parlamentáris monarchia)
- Norvégia és Svédország perszonálunióban álltak.
  - Uralkodó –
    1. XV. Károly király (1859–1872)
    2. II. Oszkár király (1872–1907)
- Szerb Fejedelemség (monarchia)
  - Uralkodó – I. Milán király (1868–1889)
  - Kormányfő –
    1. Radivoje Milojković (1869–1872)
    2. Milivoje Petrović Blaznavac (1872–1873), lista

## Afrika
- Asanti Birodalom (monarchia)
  - Uralkodó – Kofi Karikari (1868–1874)
- Benini Királyság (monarchia)
  - Uralkodó – Adolo király (1848–1888)
- Etiópia (monarchia)
  - Uralkodó – IV. János császár (1871–1889)
- Kaffa Királyság (monarchia)
  - Uralkodó – Gali Serocso császár (1870–1890)
- Kanói Emírség (monarchia)
  - Uralkodó – Abdullah (1855–1883)
- {{Libéria<}} (köztársaság)
  - Államfő –
    1. James Skivring Smith (1871–1872)
    2. Joseph Jenkins Roberts (1872–1876), lista
- Marokkó (monarchia)
  - Uralkodó – IV. Mohammed szultán (1859–1873)
- Mohéli (Mwali) (monarchia)
  - Uralkodó – Mohamed bin Szaidi Hamadi Makadara király (1865–1874)
- Oranje Szabadállam (köztársaság)
  - Államfő – Jan Brand (1864–1888), lista
- Szokoto Kalifátus (monarchia)
  - Uralkodó – Ahmadu Rufai (1867–1873)
  - Kormányfő – Ibrahim Khalilu bin Abd al-Kadir (1859–1874) nagyvezír
- Szváziföld (monarchia)
  - Uralkodó – Tsandzile Ndwandwe régens királyné (1865–1875)
- Transvaal Köztársaság (köztársaság)
  - Államfő –
    1. Daniel Jacobus Erasmus (1871–1872)
    2. Thomas François Burgers (1872–1877), lista
- Vadai Birodalom
  - Uralkodó – Ali kolak (1858–1874)

## Dél-Amerika
- Argentína (köztársaság)
  - Államfő – Domingo Faustino Sarmiento (1868–1874), lista
- Bolívia (köztársaság)
  - Államfő –
    1. Agustín Morales (1871–1872)
    2. Tomás Frías Ametller (1872–1873), lista
- Brazil Császárság (monarchia)
  - Uralkodó – II. Péter császár (1831–1889)
Izabella régensnő (1871–1872)
- Chile (köztársaság)
  - Államfő – Federico Errázuriz Zañartu (1871–1876), lista
- Ecuador (köztársaság)
  - Államfő – Gabriel García Moreno (1869–1875), lista
- Kolumbia (köztársaság)
  - Államfő –
    1. Eustorgio Salgar (1870–1872)
    2. Manuel Murillo Toro (1872–1874), lista
- Paraguay (köztársaság)
  - Államfő – Salvador Jovellanos (1871–1874), lista
- Peru (köztársaság)
  - Államfő –
    1. José Balta (1868–1872)
    2. Tomás Gutiérrez (1872)
    3. Francisco Diez Canseco (1872)
    4. Mariano Herencia Zevallos (1872)
    5. Manuel Pardo y Lavalle (1872–1876), lista
- Uruguay (köztársaság)
  - Államfő –
    1. Lorenzo Batlle y Grau (1868–1872)
    2. Tomás Gomensoro Albín (1872–1873), lista
- Venezuela (köztársaság)
  - Államfő – Antonio Guzmán Blanco (1870–1877), lista

## Észak- és Közép-Amerika
- Amerikai Egyesült Államok (köztársaság)
  - Államfő – Ulysses S. Grant (1869–1877), lista
- Costa Rica (köztársaság)
  - Államfő – Tomás Guardia Gutiérrez (1870–1876), lista
- Dominikai Köztársaság (köztársaság)
  - Államfő – Buenaventura Báez (1868–1874), lista
- Salvador (köztársaság)
  - Államfő – Santiago González (1871–1876), lista
- Guatemala (köztársaság)
  - Államfő – Miguel García Granados (1871–1873), lista
- Haiti (köztársaság)
  - Államfő – Jean-Nicolas Nissage Saget (1869–1874), lista
- Honduras (köztársaság)
  - Államfő –
    1. José Maria Medina (1864–1872)
    2. Céleo Arias (1872–1876) ideiglenes, lista
- Kanada (parlamentáris monarchia)
  - Uralkodó – Viktória királynő (1837–1901)
  - Kormányfő – John A. Macdonald (1867–1873), lista
- Mexikó (köztársaság)
  - Államfő –
    1. Benito Juárez (1857–1872)
    2. Sebastián Lerdo de Tejada (1872–1876), lista
- Nicaragua (köztársaság)
  - Államfő – José Vicente Cuadra (1871–1875), lista

## Ázsia
- Aceh Szultánság (monarchia)
  - Uralkodó – Alauddin Mahmud Syah II (1870–1874)
- Afganisztán (monarchia)
  - Uralkodó – Ser Ali Kán emír (1868–1879)
- Bhután (monarchia)
  - Uralkodó – Dzsigme Namgyal druk deszi (1870–1873)
- Buhara
  - Uralkodó – Mozaffar al-Din kán (1860–1885)
- Dálai Emírség (monarchia)
  - Uralkodó – Ali bin Mukbíl al-Amiri (1872–1873)
- Dzsebel Sammar (monarchia)
  - Uralkodó – Muhammad bin Abdullah (1869–1897), Dzsebel Sammar emírje
- Csoszon (monarchia)
  - Uralkodó – Kodzsong király (1863–1897)
- Hiva
  - Uralkodó – II. Muhammad Rahím Bahadúr kán (1864–1910)
- Japán (császárság)
  - Uralkodó – Mucuhito császár (1867–1912)
- Kína
  - Uralkodó – Tung-cse császár (1861–1875)
- Maszkat és Omán (abszolút monarchia)
  - Uralkodó – Turki szultán (1871–1888)
- Nepál (alkotmányos monarchia)
  - Uralkodó – Szurendra király (1847–1881)
  - Kormányfő – Dzsung Bahadur Rana (1857–1877), lista
- Oszmán Birodalom (monarchia)
  - Uralkodó – Abdul-Aziz szultán (1861–1876)
  - Kormányfő –
    1. Mahmud Nedim pasa (1871–1872)
    2. Midhat pasa (1872)
    3. Mehmed Rüşdi pasa (1872–1873), lista
- Perzsia (monarchia)
  - Uralkodó – Nászer ad-Din sah (1848–1896)
- Sziám (parlamentáris monarchia)
  - Uralkodó – Csulalongkorn király (1868–1910)

## Óceánia
- Tonga (monarchia)
  - Uralkodó – I. Tupou király (1845–1893)